# Eran Creevy
Eran Creevy (Londra, 1976) è un regista e sceneggiatore britannico.

## Filmografia

### Regista
- Shifty (2008)
- Welcome to the Punch - Nemici di sangue (Welcome to the Punch) (2013)
- Autobahn - Fuori controllo (Collide) (2016)
- The Gentlemen – serie TV, 2 episodi (2024)

### Sceneggiatore
- Shifty (2008)
- Welcome to the Punch - Nemici di sangue (Welcome to the Punch) (2013)
- Autobahn - Fuori controllo (Collide) (2016)

### Aiuto regista
- Wimbledon, regia di Richard Loncraine (2004)
- Breakfast on Pluto, regia di Neil Jordan (2005)
- Life and Lyrics, regia di Richard Laxton (2006)

## Riconoscimenti
- 2008 – UK Music Video Awards
  - Miglior video dance per Something Good degli Utah Saints
- 2008 – British Independent Film Awards
  - Candidatura per il Premio Douglas Hickox per Shifty
- 2009 – Festival del cinema di Stoccolma
  - Miglior sceneggiatura per Shifty
  - Candidatura per il Cavallo di bronzo al miglior film per Shifty
- 2009 – Writers' Guild of Great Britain
  - Miglior sceneggiatura per un film di un esordiente per Shifty
- 2010 – BAFTA Awards
  - Candidatura per il miglior esordio britannico da regista, sceneggiatore o produttore per Shifty